# Allegheny River
Der Allegheny River (auch Alleghany River, O-hee-yo oder O-hi-o) ist der rechte Quellfluss des Ohio River im Osten der USA.

## Namensherkunft
Der Name Allegheny kommt möglicherweise aus dem Lenape welhik hane oder oolikhanna, was „gut fließender Fluss der Berge“ oder „wunderbarer Strom“ bedeutet.
Ein weiterer Hinweis zur Herkunft des Wortes Allegheny wurde 1780 durch David Zeisberger, einen Missionar der Herrnhuter Brüdergemeine, gegeben: „All this land and region, stretching as far as the creeks and waters that flow into the Alleghene the Delawares called Alligewinenk, which means ‘a land into which they came from distant parts’. The river itself, however, is called Alligewi Sipo. The whites have made Alleghene out of this, the Six Nations calling the river the Ohio.“ Somit wäre es also der „Fluss im Land, in das Menschen aus weiter Ferne kamen“.
Für die Nordamerikanischen Ureinwohner der Irokesenliga waren der Ohio und sein größter Quellfluss Allegheny immer nur ein gemeinsamer Fluss, den sie in ganzer Länge Ohio nannten.

## Geographie und Hydrographie

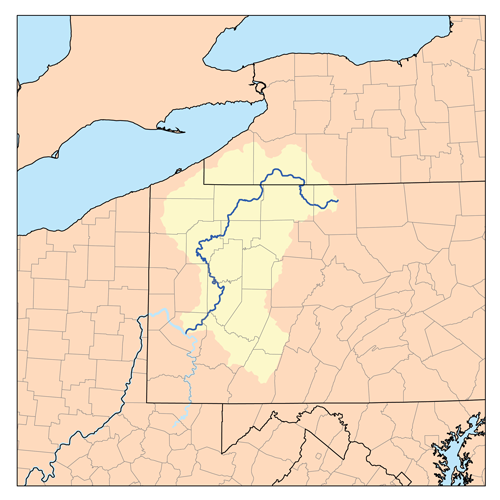
Lage des Allegheny

Der Allegheny entspringt am Cobb Hill in der Nähe des Dorfes Gold (Allegany Township), im Potter County im US-Bundesstaat Pennsylvania. Von dort aus fließt er in nordwestlicher Richtung durch den Staat New York und wieder zurück nach Pennsylvania. Bei Point State Park in Pittsburgh entsteht aus dem Allegheny zusammen mit dem Monongahela River der Ohio River, der dann in den Mississippi River mündet.
Der Allegheny ist 523 km lang, schiffbar sind davon 110 km zwischen Pittsburgh und East Brady.
Die Wasserführung des Allegheny River übersteigt mit 559 m³/s die des Monongahela River (358 m³/s) deutlich, womit er der Hauptquellfluss des Ohio ist. Da auch der Ohio beim Zusammenfluss mit dem Mississippi der deutlich größere Fluss ist (mittlere Wasserführung: 7.973 m³/s gegenüber 5.865 m³/s), ist der Allegheny hydrologisch sogar der Oberlauf des Mississippi-Flusssystems.